# Коммуна (Молдова)
Коммуна (рум. Comună) — в Республике Молдова административно-территориальная единица, объединяющая два или более села, в зависимости от экономических, социально-культурных, географических и демографических условий.
Коммуной является административно-территориальная единица, охватывающая сельское население, объединённое общностью интересов и традиций. Село, в котором расположен сельский (коммунальный) совет, является селом-резиденцией. Коммуна носит наименование села-резиденции.
Статус села (коммуны), как и города (муниципии), разрабатывается на основе типового статуса, утверждённого парламентом, и утверждается местным советом. Административно-территориальное устройство Республики Молдова осуществляется в двух уровнях: коммуны и муниципии составляют первый уровень, районы составляют второй уровень. Район является административно-территориальной единицей, включающей коммуны и города, объединённые территорией, экономическими и социально-культурными связями.
Органами публичного управления, посредством которых осуществляется местная автономия в коммунах, являются местные советы как правомочные органы власти и примары как исполнительная власть. Коммуны имеют по одному примару и одному заместителю примара. Заместители примаров коммун с численностью населения до 5000 исполняют свои обязанности, как правило, на общественных началах.